# Паония
Паония (на английски: Paonia) е град в окръг Делта, щата Колорадо, САЩ. Паония е с население от 1497 жители (2000) и обща площ от 2 km². Намира се на 1732 m надморска височина. ЗИП кодът му е 81428, а телефонният му код е 970.